# Melampagos

Mapa con algunas de las principales antiguas ciudades griegas de Eólida, en la zona septentrional de Asia Menor. Melampagos figura al sur de Heraclea y al norte de Esmirna.

Melampagos era una antigua ciudad de Eólida.
Su existencia aparece atestiguada a través de un testimonio epigráfico perteneciente al siglo V a. C. que marcaba los límites del territorio entre los melampagitas y los heracleotas.
Se localiza cerca de la actual Gökkaya, donde se han hallados restos de un asentamiento fortificado.